# Tetracosahexaensäure
Tetracosahexaensäure ist eine langkettige, mehrfach ungesättigte Fettsäure in der Gruppe der Omega-3-Fettsäuren. Die sechs Doppelbindungen sind cis-konfiguriert, sie sind jeweils durch eine Methylengruppe getrennt. Die Polyensäure zählt somit zu den Isolensäuren.

## Vorkommen
Sie kommt verestert als Triacylglycerid in Fisch und Fischöl und in Stachelhäutern (Echinodermata) vor. Sie wurde auch im menschlichen Sperma und im Augapfel nachgewiesen.
Sie wurde von japanischen Forschern 1934 in Fischen entdeckt, welche auch den Namen Nisinsäure (von Nisin) vorschlugen.

## Gewinnung und Darstellung
Tetracosahexaensäure kann durch eine vierstufige Synthese gewonnen werden.